# 異端の鳥
『異端の鳥』（いたんのとり、原題：Nabarvené ptáče / The Painted Bird）は、2019年制作のチェコ・ウクライナの映画。
第二次世界大戦中、ホロコーストを逃れて疎開した1人の少年が、様々な差別や迫害に抗いながら強く生き抜いていく姿を描く。ポーランドの作家イェジー・コシンスキ原作の同名小説の映画化。第76回ヴェネツィア国際映画祭ユニセフ賞受賞。R15+指定。
なお、本作の言語には舞台となる国や場所を特定されないよう、インタースラーヴィクという人工言語が使われている。この言語が映画で使用されるのは史上初めてのことである。
第32回東京国際映画祭のワールド・フォーカス部門では「ペインテッド・バード」のタイトルで上映された。

## あらすじ
第二次大戦下の共産圏のある国。10歳ほどのユダヤ人の少年が片田舎の叔母の家に疎開していた。覚束ないながらもピアノを弾く都会っ子だが、ユダヤ人狩りを恐れた両親が、息子だけを逃がしたのだ。しかし、田舎の人々のユダヤ人差別は過酷で、少年は一言も口を利かなくなった。
突然病死した叔母の遺体を発見した驚きから火事を起こしてしまい、たった一人焼け出された少年は、方向も分からぬまま家を目指して歩き出した。
この辺りにもドイツ軍が進出し、国軍の他に、コサック（武装集団）が村々を荒らし回っていた。強い勢力に虐げられる村人たちは、孤独で弱いユダヤ少年に、ことさら辛く当たった。
家に置いてもらっても、奴隷のようにこき使われ、口も利かず名乗らない少年。思慕の情を抱いた若い人妻までもが、少年を玩んだ。頼れそうな人に巡り合っても、皆、何かしらの罪を抱えており、長続きしない。小鳥を飼う老人は、鳥の羽にペンキを塗って放った。色違いの鳥が群れに戻った時、仲間の攻撃で死ぬのが楽しみなのだ。獣のように残酷な人々から逃れては、さすらい続ける少年。
生きるために盗みを働き、やがて少年は殺人すら犯すに至った。そんな日々が一年以上も続き、ついに戦争は終結した。
息子を探してやって来る父親。少年は自分一人を過酷な状況に追いやった父を恨み、無言で心を閉ざし続けた。だが、帰りのバスの中で少年は、父の腕に強制収容所の刺青を見た。父も命がけの悲惨な生活を送って来たのだ。
眠っている父の隣で少年は、バスの曇った窓ガラスに、黙々と自分の名前を書くのだった。

## キャスト
- 少年：ペトル・コトラール
- ハンス：ステラン・スカルスガルド
- 司祭：ハーヴェイ・カイテル
- ガルボス：ジュリアン・サンズ
- ミートカ：バリー・ペッパー
- ミレル：ウド・キア
- ルドミラ：イトゥカ・ツヴァンツァロヴァ（英語版）
- レフ：レフ・ディブリク
- アレクセイ・クラフチェンコ（英語版）